# 熊ヶ畑駅
熊ヶ畑駅（くまがはたえき）は、かつて福岡県山田市（現・嘉麻市）大字熊ヶ畑に設置されていた、九州旅客鉄道（JR九州）上山田線の駅である。上山田線の廃止に伴い、1988年（昭和63年）9月1日に廃駅となった。

## 歴史
- 1966年（昭和41年）3月10日：上山田線の上山田駅 - 豊前川崎駅間の開通に伴い、有人駅として新設[1]。
- 1974年（昭和49年）3月5日：荷物扱い廃止[2]。有人駅から無人駅へ変更[3]。
- 1987年（昭和62年）4月1日：国鉄分割民営化により、JR九州に承継される[1]。
- 1988年（昭和63年）9月1日：上山田線の全線廃止に伴い、廃駅となる[1]。

## 駅構造
単式ホーム1面1線を有する地上駅。1974年（昭和49年）3月以降は無人駅であったが、開業当初は有人駅であったため、コンクリート造りの駅舎を併設していた。

## 駅周辺
- 熊ヶ畑山
- 滝雲寺龍ヶ滝
- 嘉麻市立熊ヶ畑小学校
- 福岡県道67号田川桑野線

## 隣の駅
九州旅客鉄道（JR九州）
上山田線
上山田駅 - 熊ヶ畑駅 - 真崎駅